# Euchromia oenone
Euchromia oenone là một loài bướm đêm thuộc phân họ Arctiinae, họ Erebidae.